# (1189) Terentia
(1189) Terentia – planetoida z pasa głównego okrążająca Słońce w ciągu 5 lat i 8 dni w średniej odległości 2,93 au. Została odkryta 17 września 1930 roku w Obserwatorium Simejiz (na górze Koszka na Półwyspie Krymskim) przez Grigorija Nieujmina. Nazwa planetoidy pochodzi od Lidii Iwanowny Terentjewy, rosyjskiej astronom, która wyliczyła jej orbitę. Przed nadaniem nazwy planetoida nosiła oznaczenie tymczasowe (1189) 1930 SG.